# Peter Clohessy
Peter Martin Noel Clohessy (Limerick, 22 marzo 1966) è un ex rugbista a 15 irlandese, pilone del Munster e 54 volte internazionale per l'Irlanda tra il 1993 e il 2002.

## Biografia
Nato e cresciuto a Limerick, capoluogo dell'omonima contea nella provincia di Munster, Clohessy iniziò a rappresentare la sua union di appartenenza nel 1992, mettendosi in luce nel corso del tour australiano di fine anno quando Munster affrontò gli Wallabies e li sconfisse 22-19.
Per la sua presa molto rigida e a cui era difficile sfuggire, gli fu dato il soprannome di Claw (artiglio), giocando sull'assonanza con il suo cognome.
Nel 1993 debuttò per l'Irlanda a Dublino nel corso di un incontro del Cinque Nazioni contro la Francia; non convocato per la Coppa del Mondo di rugby 1995 in Sudafrica, con il passaggio al professionismo iniziò a rappresentare Munster nella Heineken Cup.
Nel 1996 subì una squalifica di 6 mesi per avere colpito al capo con un calcio, durante un incontro al Parco dei Principi con la Francia, il suo avversario Olivier Roumat, anche se Clohessy ha sempre sostenuto di non aver calciato, ma di avere appoggiato il piede senza pesarvi sopra e di averlo ritirato subito appena accortosi che si trattava della testa di un avversario, peraltro uscito senza danni dall'incidente.
Fu successivamente impiegato in due incontri della Coppa del Mondo di rugby 1999 nelle Isole Britanniche, e nel 2001 disputò la sua ultima stagione, che coincise anche con la prima, e sua unica, nella neoistituita Celtic League.
Il suo ultimo incontro fu la finale di Cardiff della Heineken Cup 2001-02 che Munster perse contro gli inglesi del Leicester.
In totale vanta 54 incontri internazionali, l'ultimo dei quali, quello di chiusura del Sei Nazioni 2002, di nuovo contro la Francia contro cui esordì.
Ad essi si aggiungono vari inviti nei Barbarians tra il 1993 e il 2000, l'ultimo dei quali contro una selezione del Sudafrica.
Dopo il ritiro ha curato la gestione di vari locali di sua proprietà a Limerick; dall'ottobre 2014 gestisce altresì solo un ristorante, avendo chiuso il pub che possedeva nella zona portuale della città.